# Slavčo Koviloski
Slavčo Koviloski (makedonsko: Славчо Ковилоски) makedonski pisatelj, pesnik, esejist, * 1978, Skopje, Makedonija. Študiral je Filozofski fakulteti v Skopju. Dela na Inštitutu za makedonsko književnost. Koviloski je bil glavni urednik časopisu „Sovremenost“. Predstavljen je v številnih antologijah v Makedoniji in v tujini.

## Knjige
- Jaz sem nevaren (Опасен сум), 2007
- Sanjanje (Сонување), 2011
- Kraljevič Marko drugič (Крале Марко по вторпат), 2018

## Nagrade
- Nagrada 3 November (2010) za znanosti
- Nagrada Jovan Koteski (2015) za pesništvo
- Nagrada Goce Delčev (2017) za znanosti
- Nagrada Grigor Prličev (2018) za pesništvo